# Stolipinowo
Stolipinowo (bulgarisch Столипиново) ist ein Stadtteil der bulgarischen Stadt Plowdiw und mit etwa 45.000 Einwohnern die größte Roma-Siedlung auf der Balkanhalbinsel. Das Viertel liegt am nordöstlichen Stadtrand von Plowdiw am Südufer der Mariza.
Stolipinowo unterscheidet sich von anderen Roma-Vierteln in Bulgarien vor allem dadurch, dass sich die Mehrheit der Einwohner zu den türkischsprachigen, muslimischen Horahane Roma, auch Xoraxane-Roma genannt, zählt, während sich nur etwa 5.000 Einwohner als romanessprachige, christliche Dassikane-Roma bezeichnen.
Nach dem Ende der sozialistischen Ära 1989 gab es kaum Investitionen in die Infrastruktur Stolipinowos. Es gab eine rapide, meist illegale Bautätigkeit; dies führte zu massiven Problemen in den Bereichen Strom- und Wasserversorgung, Abwasser- und Müllentsorgung.
Stolipinowo wurde im Frühjahr 2002 über Bulgarien hinaus bekannt, als es zu Ausschreitungen in Plowdiw kam, nachdem das örtliche Stromversorgungsunternehmen den Strom für das ganze Viertel komplett abgeschaltet hatte, weil ein großer Teil der Einwohner seine Rechnungen nicht bezahlt hatte; mehrere Millionen Lew (1 Lew waren damals ca. 0,50 Euro) standen aus. Diese „Sippenhaftung“ wurde von vielen Menschenrechtsorganisationen als illegal verurteilt. Nach Beruhigung der Lage in Viertel wurde als Kompromiss ausgehandelt, Stolipinowo zumindest nachts mit Strom zu versorgen. Am 31. Oktober 2006 wurde diese Praxis des Stromversorgers vom Kreisgericht Plowdiw als „diskriminierend“ verurteilt.
Die Versorgung mit Trinkwasser ist (Stand 2006) ebenfalls problematisch, da die meisten Wasserleitungen verrottet sind und die Bewohner gezwungen sind, das Wasser auf der Straße aus den Hydranten zu zapfen. In den meisten illegalen Bauten gibt es überhaupt kein Wasser.
Die Kanalisation in Stolipinowo ist größtenteils verrottet, illegale Bauten sind überhaupt nicht an das Kanalnetz angeschlossen. Das Abwasser läuft oberirdisch von den Häusern zu den Abwasserschächten in den Hauptstraßen.
Stolipinowo und ähnliche Siedlungen in Südosteuropa gelten als mögliche Rückzugsgebiete des COVID-19-Virus (siehe auch COVID-19-Pandemie in Bulgarien).